# Сокольники (Луганская область)
Сокольники (укр. Сокільники) — село в Горской городской общине Северодонецкого района Луганской области Украины. До 7 октября 2014 года относилось к Славяносербскому району.

## Общие сведения
Население по переписи 2001 года составляло 377 человек. Почтовый индекс — 93713. Телефонный код — 6473. Занимает площадь 2,76 км.

## История
В 2014 году село переподчинено Новоайдарскому району.

## Местная власть
93292, Луганська область, м. Гірське,
вул. Центральна, 7  (укр.)